# Jornal da CNN
Jornal da CNN foi um telejornal noturno produzido e exibido pela CNN Brasil desde 16 de março de 2020 até 1 de dezembro de 2022. Era exibido no horário nobre, de segunda-feira a sexta-feira às 21h e aos sábados o programa começava às 20h. O telejornal foi apresentado pelos jornalistas William Waack (2020-2022) Carol Nogueira (2021-2022) e Monalisa Perrone (2022). 
A partir de 13 de julho de 2020, com a estreia do talk show CNN Tonight o telejornal brasileiro passou a ter apenas 60 minutos de duração.

## História
Sob o comando do jornalista William Waack, a principal atração da CNN Brasil estreou no dia posterior a própria estreia do canal de notícias em seus estúdios na cidade de São Paulo. Em meio a pandemia da COVID-19, desde 19 de março de 2020, Waack passou a apresentar o noticiário de sua residência, medida tomada pelo canal como forma de proteção dos funcionários com idade acima de 60 anos. Daniel Adjuto, analista e âncora do canal ocupa a vaga de William Waack na bancada do telejornal durante o período de quarenta do apresentador.
Em 24 de abril, o jornal foi excepcionalmente apresentado pela jornalista Monalisa Perrone, para cobrir a repercussão da saída de Sergio Moro do Ministério da Justiça e Segurança Pública.
No dia 04 de maio, Carol Nogueira passou a fazer o telejornal. Já Daniel Adjuto, que estava na bancada por causa da quarentena de William Waack, precisou voltar a Brasília, base onde ele trabalha, por questões pessoais.
Em 8 de junho, Taís Lopes, que apresentava o Agora CNN passa a apresentar o Jornal da CNN nos estúdios da CNN Brasil e William Waack apresenta o jornal em casa.
Em novembro, Carol Nogueira é efetivada no posto de âncora do telejornal em substituição a Taís Lopes, enquanto William Waack seguiu apresentando de sua casa.
No dia 17 de maio de 2021, após tomar as duas doses da vacina contra o coronavírus, William Waack voltou aos estúdios da CNN e reassumiu o comando do jornal. Porém, isso não implicou na saída de Carol Nogueira, que havia sido anunciada titular em novembro do ano anterior. 
Em fevereiro de 2022, a CNN Brasil anunciou uma grande reformulação em sua programação para comemorar os dois anos do canal, o Jornal da CNN passou a ir ao ar às 21h, além de passar a ser ancorado por Monalisa Perrone. Em 04 de abril, Monalisa assume oficialmente a apresentação do telejornal.
No dia 01 de dezembro, o jornal é extinto da grade devido as mudanças do canal, entre eles a demissão de Monalisa Perrone. 

## Apresentação
- William Waack (2020-2022)
- Carol Nogueira (2021-2022)
- Monalisa Perrone (2022)

Eventuais
- Carol Nogueira (2020-2022)
- Evandro Cini (2021-2022)
- Kenzô Machida (2021-2022)
- Luciana Barreto (2020-2022)
- Muriel Porfiro (2022)
- Roberta Russo (2020-2022)
- Tainá Falcão (2020-2022)
- Marcela Rahal (2021-2022)

Ex-eventuais
- Daniel Adjuto (2020‐2021)
- Monalisa Perrone (2020)
- Taís Lopes (2020)
- Diego Sarza (2020)
- Glória Vanique (2021-2022)

## Comentaristas
O jornal conta com as análises de: Caio Junqueira (política), Lourival Sant'anna (internacional), Raquel Landim (economia) e Thais Arbex (política), conta ainda com a participação semanal do Especialista CNN: Mauricio Pestana (direito e inclusão). Durante algum tempo, também contou com Cris Dias analisando o noticiário esportivo.